# Polisens flygande attack
Polisens flygande attack (engelska: Criminals of the Air) är en amerikansk actionfilm från 1937 i regi av Charles C. Coleman. I huvudrollerna ses Rosalind Keith, Charles Quigley och Rita Hayworth. Filmen var den första där "Rita Hayworth" krediterades, skådespelaren som föddes Margarita Carmen Cansino, hade i sina tidigare filmer använt artistnamnet "Rita Cansino".

## Rollista i urval
- Rosalind Keith - Nancy Rawlings
- Charles Quigley - Mark Owens
- Rita Hayworth - Rita Owens
- John Gallaudet - Ray Patterson
- Marc Lawrence - "Blast" Reardon
- Patricia Farr - Mamie
- John Hamilton - kapten Wallace
- Ralph Byrd - Williamson
- Walter Soderling - "Camera-eye" Condon
- Russell Hicks - Kurt Feldon
- John Tyrrell - Bill Morris
- Lester Dorr - "Trigger"
- Herbert Heywood - "Hot Cake Joe"